# Lijst van bekende overleden astrologen
Dit is een lijst van overleden astrologen die van blijvende waarde zijn. 

## A
- Evangeline Adams
- John Addey
- Heinrich Cornelius Agrippa
- René Allendy
- Robert Ambelain
- Georges Antares, zie Georges Mostade
- Derek Appleby

## B
- Olivia Barclay
- Barlet, zie Albert Faucheux
- André Blanchard (Abbé)
- Hetty P. de Boer-Jongkind
- Guido Bonatti
- Gustave Lambert Brahy
- Karl Brandler-Pracht
- Fritz Brunhubner

## C
- Campanus van Novara
- Gerolamo Cardano
- Charles E.O. Carter
- Jean Carteret
- Ernest Caslant
- Jack Chandu
- Paul Choisnard

## D
- C. Diegenbach

## E
- Elsbeth Ebertin
- Reinhold Ebertin
- Ibn Ezra

## F
- Albert Faucheux
- Robert Fludd

## G
- Michel Gauquelin
- Jan Bernard Gieles
- Linda Goodman
- Cornelis Gorter
- Alfred Max Grimm

## I
- Richard Idemon

## J
- Janduz (Jeanne Duzéa)
- Marc Edmund Jones
- Carl Jung (Geen astroloog, Jung deed wel onderzoek naar astrologie.)

## K
- Johannes Kepler
- Herbert von Klöckler
- Wilhelm Knappich
- Leo Knegt
- Albert Kniepf
- Walter Koch
- Lili Kolisko
- Helene Koppejan-van Woelderen
- Willem Koppejan
- Robert Korsch
- Erich Carl Kühr

## L
- Alan Leo (William Frederick Allan)
- C. Aq. Libra (Roelf Takens)
- William Lilly

## M
- Giovanni Antonio Magini
- Marcus Manilius
- Firmicus Maternus
- Jean-Baptiste Morin de Villefranche (Morinus)
- Georges Mostade
- Georges Muchery
- Paul Muysers

## N
- Dom Neroman
- Nostradamus (Michel de Notredame)
- Dirck Rembrantsz van Nierop

## P
- Else Parker
- Eudes Picard
- Placidus
- Porphyrius
- Claudius Ptolemaeus
- M.H. van der Putte

## R
- Regiomontanus (Johannes Müller von Königsberg)
- Thomas Ring
- Dane Rudhyar

## S
- Claire Santagostini
- Howard Sasportas
- Sepharial (Walter Gorn Old)
- Theodorus van Sidon
- C.J. Snijders
- Ely Star
- Simon Suiker

## T
- A.E. Thierens
- Jan Gerhard Toonder

## U
- Mellie Uyldert

## V
- Vettius Valens
- Johannes Vehlow

## W
- J.C. van Wageningen
- Alfred Witte
- P.F.A. von Wolzogen Kühr
- Peter Van Wood (Peter van Houten)

## Z
- Henri Arnaut de Zwolle
- Robert Zoller